# Kesagami Lake
Kesagami Lake är en sjö i Kanada.   Den ligger i Cochrane District och provinsen Ontario, i den sydöstra delen av landet, 600 km nordväst om huvudstaden Ottawa. Kesagami Lake ligger 262 meter över havet.
Trakten runt Kesagami Lake är nära nog obefolkad, med mindre än två invånare per kvadratkilometer.